# Nicolás Rofrano
Nicolás Rofrano (ur. ?, zm. ?) – argentyński piłkarz, grający podczas kariery na pozycji pomocnika.

## Kariera klubowa
Nicolás Rofrano podczas piłkarskiej kariery występował w River Plate, z krótką przerwą na grę w CA Alvear w 1922.

## Kariera reprezentacyjna
W reprezentacji Argentyny Rofrano występował w latach 1917-1922. W reprezentacji zadebiutował 15 sierpnia 1917 w wygranym 1-0 meczu z Urugwajem, którego stawką było Copa Lipton. 
W 1919 był w kadrze na Mistrzostwa Ameryki Południowej. 
W 1922 po raz drugi uczestniczył w Mistrzostwach Ameryki Południowej. Na turnieju w Rio de Janeiro wystąpił w meczu z Urugwajem, który był zarazem jego ostatnim meczem w reprezentacji. Ogółem w barwach albicelestes wystąpił w 6 meczach.
| Mecze i gole w reprezentacji | Mecze i gole w reprezentacji | Mecze i gole w reprezentacji | Mecze i gole w reprezentacji | Mecze i gole w reprezentacji | Mecze i gole w reprezentacji | Mecze i gole w reprezentacji |
| #                            | Data                         | Miasto                       | Przeciwnik                   | Gol                          | Wynik                        | Rozgrywki                    |
| ---------------------------- | ---------------------------- | ---------------------------- | ---------------------------- | ---------------------------- | ---------------------------- | ---------------------------- |
| 1.                           | 15.08.1917                   | Avellaneda                   | Urugwaj                      |                              | 1:0                          | Copa Lipton                  |
| 2.                           | 02.09.1917                   | Montevideo                   | Urugwaj                      |                              | 0:1                          | Copa Newton                  |
| 3.                           | 18.07.1918                   | Montevideo                   | Urugwaj                      |                              | 1:1                          | Copa Premio                  |
| 4.                           | 28.07.1918                   | Montevideo                   | Urugwaj                      |                              | 1:3                          | Copa Premio                  |
| 5.                           | 01.06.1919                   | Rio de Janeiro               | Brazylia                     |                              | 3:3                          | Copa Cherry                  |
| 6.                           | 08.10.1922                   | Rio de Janeiro               | Urugwaj                      |                              | 0:1                          | Copa América                 |